# Abelardo L. Rodríguez
Pour les articles homonymes, voir Rodríguez.
Abelardo Luján Rodríguez, né le 12 mai 1889 à Sonora (Mexique) et mort le 3 février 1967 en Californie (États-Unis). Il fut président du Mexique entre 1932 et 1934.

## Biographie
Le 4 septembre 1932, Plutarco Elías Calles (ancien président toujours très influent) oblige le président Pascual Ortiz Rubio à démissionner et Abelardo L. Rodríguez est désigné comme nouveau président de la République. Pendant son mandat il modernise le système financier en créant plusieurs institutions financières et développe l'éducation au Mexique. Il révise aussi le mandat présidentiel qu'il fait passer de quatre à six ans. Après son mandat, il est élu en 1934 gouverneur de l'État de Sonora. Il accorde une attention toute particulière à l'éducation et fonde l'Université du Sonora. En 1948, il se retire définitivement de la vie politique pour raison de santé. Il meurt aux États-Unis en 1967,.
Il participe à la Révolution mexicaine en 1913 et gravit rapidement les échelons.
- En 1916 il est nommé colonel.
- En 1921, chef militaire de la Basse Californie.
- De 1923 à 1929, dirigeant de la Basse Californie.
- En 1932, il devient ministre dans le gouvernement de Pascual Ortiz Rubio.